# Bala Hissar, Kabul
Bala Hissar (lit. 'Visoka utrdba') je bila starodavna trdnjava na jugu starega mesta Kabul v Afganistanu. Ocenjeni datum izgradnje je okoli 5. stoletja našega štetja. Bala Hissar leži južno od sodobnega mestnega središča na koncu gore Kuh-e-Šerdarvaza. Obzidje Kabula, ki je visoko 6,1 m in debelo 3,7 m, se začne pri trdnjavi in sledi gorskemu grebenu v strmem zavoju navzdol do reke. Ima vrsto vrat za dostop do trdnjave. Gora Kōh-e Šēr Darvāzah (levja vrata) je za utrdbo. Leta 1880 so jo uničili Britanci.
Bala Hissar je bila prvotno razdeljena na dva dela: spodnjo trdnjavo, v kateri so bili hlevi, vojašnice in tri kraljeve palače, ter zgornjo trdnjavo (dejanska utrdba z imenom Bala Hissar), v kateri sta bila orožarna in kabulska ječa, znana kot 'Črna jama' (Sijah Čal).

## Zgodovina
Izvor trdnjave Bala Hissar je nejasen. V njeni bližini so našli predkušansko keramiko ter indo-grške in ahemenidske kovance, kar kaže na naselbine na tem območju vsaj od 6. stoletja našega štetja. Uporaba mesta kot citadele je bila datirana že v 5. stoletje; vendar obstaja malo dokazov o njeni natančni zgodovini.
Dokazi o opazni dejavnosti na lokaciji se začnejo z Moguli. Trdnjavo je premagal in osvojil Babur, ustanovitelj Mogulskega cesarstva, leta 1504. Potem ko je Akbar nasledil svojega očeta in utrdil svojo oblast nad Kabulom, je Bala Hissar postala glavna rezidenca subahdarja (guvernerja) Kabul Subaha. Zunanje obzidje trdnjave je bilo okrepljeno in območje mesta je bilo razširjeno. Cesar Džahangir je porušil več struktur v trdnjavi in zgradil nove palače, dvorane za občinstvo in čarbagh (vrt). Njegov sin in naslednik Šah Džahan si je pred svojim pristopom zgradil prostore znotraj trdnjave, ki si je prislužila občudovanje Džahangirja. Kot cesar je Šah Džahan kasneje bival v Bala Hissarju med svojimi pohodi v Srednjo Azijo. Aurangzeb, naslednik šaha Džahana, je zgradil mošejo znotraj trdnjave. Pod Moguli se je mesto razvilo v opazno palačo-trdnjavo, ki je po velikosti primerljiva s tistimi v mogulskih prestolnicah Agri in Lahoreju.
Potem ko so Moguli izgubili Kabul, je bila trdnjava zanemarjena in je prešla v roke Perzijcev in Durranijev, dokler ni prišel na oblast leta 1773 Timur Šah Durrani. Ko je prestolnico Durranijcev preselil v Kabul, je Timur zasedel trdnjavo in v njej obnovil palačo, in uporabil zgornji del trdnjave kot državni zapor in arzenal. Njegov naslednik šah Šuja Durrani je še naprej razvijal trdnjavo. Strukture, ki so jih postavili Durrani, so nadomestile številne prejšnje mogulske konstrukcije.
Kot glavna trdnjava v Kabulu je bila Bala Hissar prizorišče številnih ključnih dogodkov v prvi (1838–1842) in drugi anglo-afganistanski vojni (1878–1880). Britanski odposlanec v Kabulu sir Pierre Louis Napoleon Cavagnari je bil septembra 1879 umorjen znotraj utrdbe, kar je sprožilo splošno vstajo in drugo fazo druge anglo-afganistanske vojne. Poškodovana je bila med drugo anglo-afganistansko vojno, ko je bila požgana britanska rezidenca, nato pa kasneje, ko je eksplodirala orožarna. Častnik britanske vojske Frederick Roberts je želel trdnjavo popolnoma porušiti, vendar so jo spomladi 1880, nekaj mesecev preden so Britanci zapustili Afganistan, na koncu okrepili in utrdili. Roberts je odredil izravnavo več stavb iz mogulske in duranske dobe v trdnjavi, zato je ostalo zelo malo njihovih arhitekturnih prispevkov.
Trdnjava je prenehala služiti kakršnim koli cesarskim funkcijam, ko je bila v 1890-ih popolnoma opuščena.

### 20. stoletje
5. avgusta 1979 so protivladne skupine organizirale vstajo Bala Hissar, ki pa je bila zatrta, režim pa je aretiral in usmrtil na desetine ljudi.
Bala Hissar je znova postala žarišče spopadov med frakcijami med afganistansko državljansko vojno leta 1994, med Massoudovimi in Hekmatjarjevimi silami. Zaradi tega je bil velik del trdnjave poškodovan.
Preden so talibani prevzeli oblast, je bila v njej 55. divizija afganistanske nacionalne vojske in na ostankih trdnjave, ki gledajo na Kabul, je mogoče videti ostanke tankov in težkega orožja.

## Bala Hissar danes
Ob pogledu na zunanje obzidje glavne trdnjave je mogoče videti plasti gradbenega materiala iz dolgoletnega uničenja in ponovnega utrjevanja. Tanki in druge vojne razbitine zadnjih 30 let so raztreseni po vrhu pobočja. Velik del pobočja je zgrajen s predori in podzemnimi skladišči. Dokazi o jarkih iz prejšnjih jarkov obkrožajo najvišjo raven vrha hriba, ki ga krasi afganistanska zastava. Divji psi se sprehajajo po celem pobočju in četa afganistanske vojske je na mestu. ZDA vojska in civilisti so med operacijo Trajna svoboda zasedli mesto pod trdnjavo. Prebivalce so ob vzponu na grad posvarili, naj se držijo močno obremenjenih poti, da se izognejo minam, ki so bile postavljene med sovjetsko okupacijo.
2. februarja 2021 je afganistanski vršilec dolžnosti ministra za informiranje in kulturo Mohammad Tahir Zuhair podpisal memorandum o soglasju s skladom Aga Khan za kulturo (agencija razvojne mreže Aga Khan) o rekonstrukciji in utrditvi obzidja in strukturo, kot tudi vzpostavitev arheološkega parka na najdišču. Indija je za projekt obljubila približno 1 milijon dolarjev.